# 水曜会 (自民党)
水曜会（すいようかい）は自由民主党の派閥。通称は緒方派→石井派。1958年中頃までは水曜クラブと称していた。

## 概要
旧自由党の緒方竹虎を領袖とする派閥として発足。
1956年1月に緒方が死去した後、領袖は石井光次郎が引き継ぎ、旧自由党系の中間派や小グループの結集をも目指した。石井が1956年自民党総裁選に立候補するも3位落選となり、2位3位連合として決選投票では2位だったに石橋湛山に票を入れた結果、石橋が岸信介を破って1位当選となって総理総裁に就任した（だが、数か月後に石橋が体調を崩して総理総裁を辞任となり、2位だった岸が総理総裁に就任した）。
1960年自民党総裁選に立候補をするも敗戦した。この総裁選では党人派連合の代表として戦ったことからも党人派とされることがあるが、石井自身が高等文官試験に合格して一度は官僚だったこともあり（後に退官して、朝日新聞社に記者となる）、旧内務省系を中心に官僚出身者も多かった。
比較的高齢の議員が多かったこともあり、選挙の度に勢力を減らした。1972年に石井が引退して以降は旧石井派として存続したが、1979年までに消滅した。

## 所属していた国会議員一覧
- 緒方竹虎
- 石井光次郎
- 青木一男
- 一万田尚登
- 大谷贇雄
- 加藤鐐五郎
- 木村篤太郎
- 坂田道太
- 新谷寅三郎
- 田中栄一
- 津雲国利
- 中垣國男
- 灘尾弘吉
- 羽田武嗣郎
- 町村金五
- 山崎巌

### 睦政会へ移籍[2]
- 荒舩清十郎

### 木曜クラブへ移籍
- 前田正男

### 春秋会へ移籍
- 剱木亨弘

### 政策研究会へ移籍
- 田中伊三次

### 交友クラブへ移籍
- 篠田弘作

### 自由革新同友会へ移籍
- 長谷川峻

### 宏池会へ移籍
- 西田信一

そのうち灘尾・田中伊三次・中垣・坂田の4人は石井派時代には石井派四天王と称され、津雲は戦前の立憲政友会時代は石井の義父・久原房之助直系の政治家として知られた